# Picato
Picato – brytyjska firma produkująca struny przede wszystkim do różnego rodzaju gitar: klasycznych, akustycznych, elektrycznych, basowych, a także do innych instrumentów strunowych, takich jak: ukulele, mandolina, banjo. W przeciwieństwie do większości innych europejskich firm, które swoją produkcje przeniosły do krajów azjatyckich, Picato produkuje struny nieprzerwanie od 1960 roku w Wielkiej Brytanii. Kiedy Tony Iommi (gitarzysta Black Sabbath stracił w wypadku opuszki palców i nie mógł używać typowych strun do gitary elektrycznej, firma Picato specjalnie dla niego wprowadziła na rynek struny o bardzo małej średnicy (.008 – .032)- wyjątkowo miękkie. Picato używali m.in.: Ritchie Blackmore, Roger Glover oraz Eric Clapton.
Obecnie, do grona oficjalnych użytkowników należą:
- Paul Weller
- Steve Cradock & Ocean Colour Scene
- Bob Daisley[4]
- Prince Sampson (Joss Stone, Des’ree)
- Marek Mrzyczek (Koniec Świata)[5]
- Roger Nilsson (Quill)
- Mike Dignam
- Simple Minds
- The Vamps